# Денисиха (муниципальный округ Егорьевск)
Дени́сиха — деревня в муниципальном округе Егорьевск Московской области России.

## География
Деревня Денисиха расположена в северо-восточной части муниципального округа Егорьевск, в 21 километре к северо-востоку от города Егорьевск. В 1 километре к югу от деревни протекает река Поля. Высота над уровнем моря 130 метров.

## Название
В письменных источниках деревня упоминается как Денисовская (1678 год), Денисово, Денисовка (конец XVIII — начало XIX вв.), позже Денисовская. С 1906 года, после открытия в деревне спичечной фабрики, за ней закрепилось название Денисиха.

## История
До отмены крепостного права в России деревня принадлежала помещице Авдулиной. После 1861 года деревня вошла в состав Старо-Василевской волости Егорьевского уезда. Приход находился в селе Шатур.
В 1926 году деревня входила в Мало-Гридинский сельсовет Поминовской волости Егорьевского уезда. В 1926—1939 годах — центр Денисихинского сельсовета.
До 1994 года Денисиха входила в состав Саввинского сельсовета Егорьевского района, а в 1994—2006 годы — Саввинского сельского округа.
До 2015 года входила в состав сельского поселения Саввинское.
В 2015 году вошла в состав городского округа Егорьевск, образованного в том же году путем упразднения Егорьевского района и объединения всех его поселений в единый городской округ.

## Демография
В 1885 году в деревне проживало 255 человек, в 1905 году — 230 человек (100 мужчин, 130 женщин), в 1926 году — 448 человек (174 мужчины, 274 женщины). По переписи 2002 года — 25 человек (10 мужчин, 15 женщин). Население — 76 человек (2010).
| 1859 | 1868 | 1885 | 1905 | 1926 | 2002 | 2006 |
| ---- | ---- | ---- | ---- | ---- | ---- | ---- |
| 300  | ↘209 | ↗255 | ↘230 | ↗448 | ↘25  | ↘12  |
| 2010 |      |      |      |      |      |      |
| ↗76  |      |      |      |      |      |      |